# Bewerbungsservice
Als Bewerbungsservice wird ein Unternehmen oder eine Organisationseinheit bezeichnet, die professionelle Bewerbungshilfe anbietet und individuelle, auf ein bestimmtes Stellenangebot zugeschnittene Bewerbungsunterlagen erstellt.
Im Gegensatz zum Career Service, der in den meisten Fällen mit den ansässigen Hochschulen kooperiert, sind die meisten Bewerbungsservices kommerziell ausgerichtet und fokussieren sich schwerpunktmäßig auf die Erstellung professioneller Bewerbungsunterlagen.